# Nurettin Baransel
Ahmet Nurettin Baransel (* 1897 in Istanbul; † 21. Mai 1967) war ein türkischer General, der unter anderem von 1954 bis 1955 Chef des Generalstabes (Genelkurmay Başkanı) der türkischen Streitkräfte (Türk Silahlı Kuvvetleri) war.

## Leben
Nach der Schule besuchte Baransel die Militärschule (Harp Okulu) und schloss diese 1912 als Unterleutnant der Infanterie ab. Im Anschluss diente er als Zugführer in den Balkankriegen sowie als Kompaniechef im Ersten Weltkrieg und trat 1919 als Absolvent in die Militärakademie (Harp Akademisi) ein. Noch während seines dortigen Studiums wurde er wegen des Befreiungskrieges nach Anatolien versetzt und nahm dort an verschiedenen Kampfhandlungen teil. Für seine dortigen Verdienste wurde er mit der Unabhängigkeitsmedaille (İstiklâl Madalyası) ausgezeichnet und setzte anschließend 1923 seine Ausbildung an der Militärakademie fort, die er 1925 abschloss. Danach fand er bis 1939 Verwendungen in verschiedenen militärischen Einheiten.
1939 wurde er zum Brigadegeneral befördert sowie zum stellvertretenden Befehlshaber der 1. Kavalleriedivision ernannt. Nach seiner Beförderung zum Generalmajor war er zwischen 1941 und 1947 nacheinander Befehlshaber der 16. , 5. , 22. und der 17. Division sowie zuletzt Chef des Stabes der 1. Armee.
Nachdem er 1947 zum Generalleutnant befördert worden war, wurde er zunächst Kommandierender General des VI. Korps und danach des III. Korps sowie zuletzt stellvertretender Oberbefehlshaber der 3. Armee. 1951 wurde er schließlich zum General befördert sowie zum Oberbefehlshaber der 3. Armee ernannt, ehe er zwischen 1952 und 1954 als Nachfolger von Zekâi Okan Oberbefehlshaber der 1. Armee war.
Am 6. April 1954 wurde er als Nachfolger von Şükrü Kanatlı zum Oberkommandierenden der Landstreitkräfte (Türk Kara Kuvvetleri) berufen. Diese Funktion übte er bis zu seiner Ernennung zum Chef des Generalstabes am 28. Mai 1954 aus. Aus diesem Amt schied er jedoch bereits am 25. August 1955 aus und wurde von General Hakkı Tunaboylu abgelöst, der zuvor stellvertretender Oberkommandierender der Landstreitkräfte war. Baransel selbst wurde stattdessen Mitglied des Obersten Militärrates und gehörte diesem bis zu seinem altersbedingten Eintritt in den Ruhestand am 14. Juli 1960 an.
Nach seinem Tod wurde Nurettin Baransel auf dem Friedhof Zincirlikuyu in Istanbul beigesetzt. Ihm zu Ehren wurde die „Nurettin-Baransel-Kaserne“ in Maltepe benannt, in der die 2. Panzerbrigade stationiert ist.